# Враг моего врага — мой друг
«Враг моего врага — мой друг» — древняя пословица, которая предполагает, что две стороны могут или должны работать вместе против общего врага. Точное значение современной пословицы впервые было выражено в латинской фразе «Amicus meus, inimicus inimici mei» («мой друг, враг моего врага»), которая стала общепринятой в Европе к началу 1700-х годов, в то время как текущая версия впервые была использована в 1884 году.

## Примеры

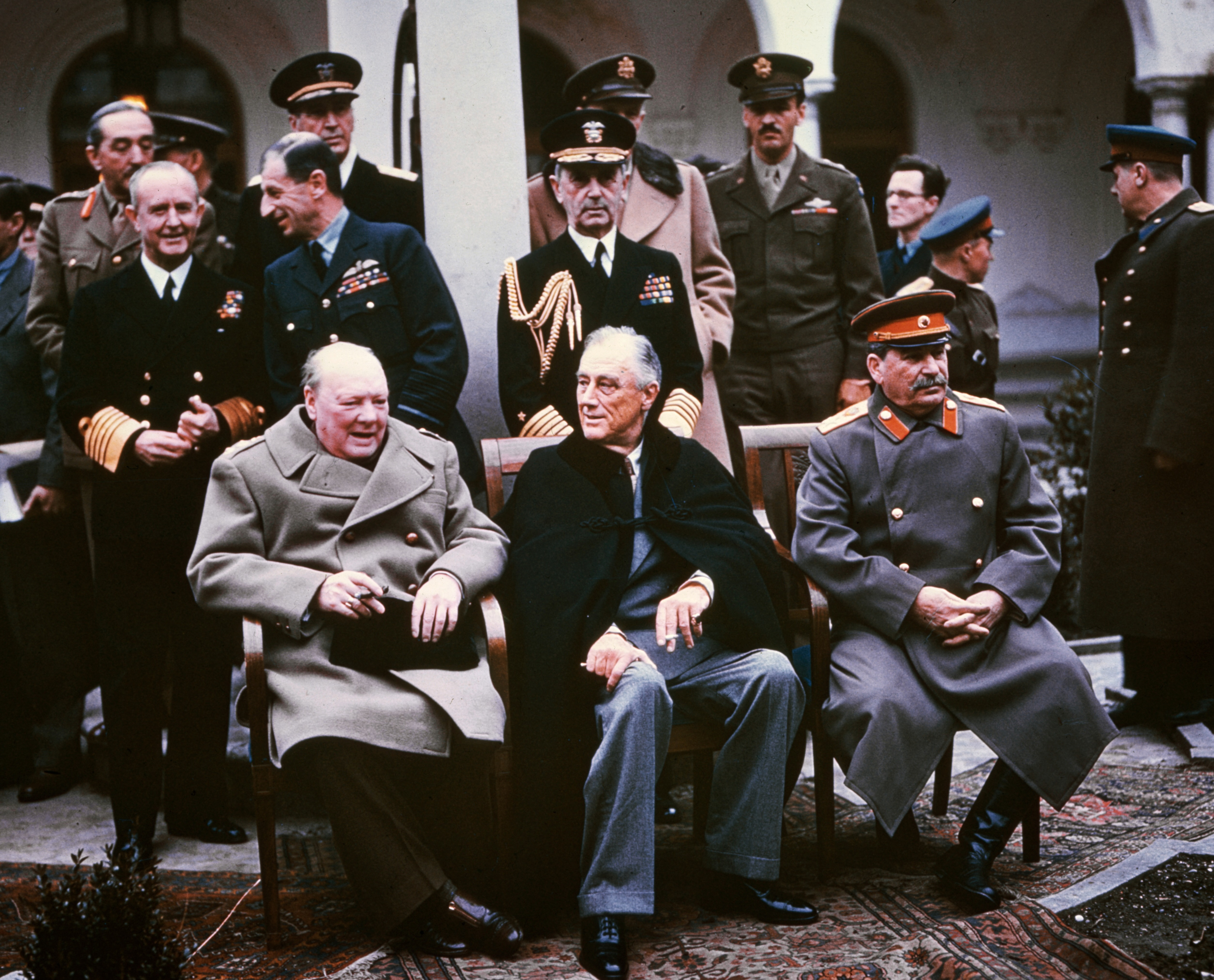
Черчилль, Рузвельт и Сталин на ялтинской конференции

Принцип «враг моего врага — мой друг», в разных обличьях функционировал во внешней политике союзников во время Второй мировой войны. В Европе напряжённость между западными союзниками и Советским Союзом была обычным явлением. И президент США Франклин Д. Рузвельт, и премьер-министр Великобритании Уинстон Черчилль настороженно относились к Советскому Союзу под руководством Иосифа Сталина. Однако оба разрабатывали политику с пониманием того, что советское сотрудничество необходимо для успеха военных действий. Сталин считал помощь Рузвельта и Черчилля решающей в сопротивлении нацистскому вторжению.
Принцип «враг моего врага — мой друг» использовался государствами и в регионах за пределами европейского театра военных действий. Во время Второй китайско-японской войны был сформирован союз между китайскими коммунистами и националистами. В преддверии этого они сражались друг с другом.
Примером применения этого принципа во внешней политике Ближнего Востока является то, что Соединённые Штаты Америки поддержали иракское правительство при Саддаме Хусейне во время ирано-иракской войны в качестве стратегического ответа на антиамериканскую иранскую революцию 1979 года. В 2001 году пословица легла в основу исследования международных отношений на Ближнем Востоке, изучавшего, как развиваются вражда между странами и союзы в ответ на общие угрозы.